# 寄進
寄進（きしん、英: Contribution）とは、物を「寄せまいらせる」の意であり、寺院や神社などに土地や金銭、財物を寄付することである。
寄進の類義語に「勧進」があり、「勧進」が人に勧めて金銭や物品を奉納せしむる行為であるのに対し、「寄進」はみずから進んで奉納寄付するという点で違いがある。寄進の趣旨や品目などを書いた文書を寄進帳という。寄進される財物は寄進物とよばれ、日本では太刀や甲冑、弓矢などの武具や馬、米、銭貨などが寄進物となった。なお、中世日本では「寄進されたものは悔返や徳政令の対象にならない」という慣習があった。
歴史的にみて重要な寄進物は土地であり、土地を寄進する行為は、しばしば世俗の権力と宗教権力とをとりむすぶ役割を果たしてきた。

## 寄進地系荘園
日本の歴史において、寄進の行為は、荘園制度が広く普及する要因となった寄進地系荘園を生み出した。寄進地系荘園は、11世紀前後から、田堵と称された古代後期の有力農民層が中央貴族や大寺社に田地を寄進する動きのなかで登場した。

## 永平寺
寄進された土地に建てられた仏教寺院は釈迦の時代の祇園精舎など多数存在するが、日本での著名なものとしては曹洞宗の本山永平寺の例がある。鎌倉時代中期、越前国志比庄（現在の福井県永平寺町）の土豪波多野義重は、領地の一部を道元に寄進した。道元は、寛元2年（1244年）の夏、この地に傘松峰大佛寺（さんしょうほうだいぶつじ）を開創し、のちに吉祥山永平寺と改めた。

## ピピンの寄進

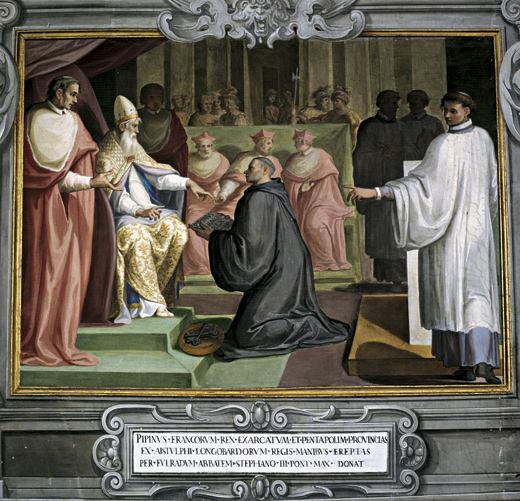
ピピンの寄進

フランク王国の国王でカロリング朝の始祖であるピピン3世は、ローマ教皇ステファヌス2世によるフランク王位承認の見返りとして、755年、ランゴバルド王国のアイストゥルフスと戦って勝利し、この戦いで獲得したラヴェンナをローマ教会に寄進した。これを、「ピピンの寄進」（英: Donation of Pepin , 伊: Promissio Carisiaca ）といい、ラヴェンナはのちの教皇領（羅: Civitas Ecclesiae ）のもととなった。
なお、教皇領については、4世紀にローマ皇帝コンスタンティヌス1世が教皇シルウェステル1世に寄進したという「コンスタンティヌスの寄進状」（羅: Constitutum Donatio Constantini ）という古文書があったが、のちに教皇ステファヌス2世とその側近による偽書であることが判明している。

## バカラ
クリスタルガラスで知られるフランスのバカラ（仏: Baccarat ）は、1305年、サルム家のブラモン領主アンリによるメッス司教座への寄進地をもととして発展した。ガラスの製造はフランス国王ルイ15世の勅許による。

## ワクフ
ワクフとはイスラム法において、ある者が宗教や慈善、その他公共のための目的を達成するために、自己の財産の権利を放棄して第三者に管理・運用を委ねることを指す。